# Gwiazdy polskiej muzyki lat 80.
Gwiazdy polskiej muzyki lat 80. – kolekcja książek opisujących polską muzykę rockową lat 80. XX wieku, należąca do serii wydawniczej „Przebojowa kolekcja Dziennika”. Początkowo seria miała składać się z dwudziestu tomów, została jednak rozszerzona do trzydziestu numerów (uzupełnione tomy obejmują numery od 19 do 28). Każde wydawnictwo zawiera krótką historię opisywanego zespołu jak również płytę CD ilustrującą materiał muzyczny z tego okresu. W kilku wypadkach (Lady Pank, Maanam, oraz w uzupełnieniach Dżem i TSA) historia i muzyka opisywanego zespołu została ujęta w dwóch tomach. Każdy tomik jest ilustrowany archiwalnymi zdjęciami zawiera krótką historię, wywiady i kalendarium zespołów przygotowane przez Leszka Gnoińskiego i Jana Skaradzińskiego. Kolekcja była dodatkiem do Dziennika. Została wydana przez TMM Polska/Planeta Marketing. Pierwszy tom ukazał się 19 czerwca 2007 roku.

## Lista tomów
| Lp. | Data                 | Wykonawca                     | Długość |
| --- | -------------------- | ----------------------------- | ------- |
| 1   | 19 czerwca 2007      | Lady Pank                     | 59:57   |
| 2   | 26 czerwca 2007      | Republika                     | 69:24   |
| 3   | 3 lipca 2007         | Maanam                        | 64:18   |
| 4   | 10 lipca 2007        | Oddział Zamknięty             | 55:09   |
| 5   | 17 lipca 2007        | Daab                          | 68:12   |
| 6   | 24 lipca 2007        | Tilt                          | 45:08   |
| 7   | 31 lipca 2007        | Dżem                          | 72:06   |
| 8   | 7 sierpnia 2007      | Izabela Trojanowska           | 58:09   |
| 9   | 14 sierpnia 2007     | Kombi                         | 64:18   |
| 10  | 21 sierpnia 2007     | Kobranocka                    | 46:36   |
| 11  | 28 sierpnia 2007     | Lady Pank – vol. 2            | 55:28   |
| 12  | 4 września 2007      | Obywatel G.C.                 | 65:33   |
| 13  | 11 września 2007     | Maanam – vol. 2               | 53:56   |
| 14  | 18 września 2007     | T.Love                        | 42:18   |
| 15  | 25 września 2007     | Perfect                       | 64:47   |
| 16  | 2 października 2007  | Lombard                       | 64:45   |
| 17  | 9 października 2007  | Lech Janerka                  | 56:09   |
| 18  | 16 października 2007 | Sztywny Pal Azji              | 46:19   |
| 19  | 24 października 2007 | Budka Suflera                 | 73:40   |
| 20  | 30 października 2007 | Urszula i Budka Suflera       | 67:58   |
| 21  | 6 listopada 2007     | Dżem – vol. 2                 | 63:28   |
| 22  | 13 listopada 2007    | TSA                           | 62:34   |
| 23  | 20 listopada 2007    | Chłopcy z Placu Broni         | 52:04   |
| 24  | 27 listopada 2007    | Voo Voo                       | 49:40   |
| 25  | 4 grudnia 2007       | Shakin’ Dudi / Ireneusz Dudek | 56:08   |
| 26  | 11 grudnia 2007      | Porter Band / John Porter     | 59:40   |
| 27  | 18 grudnia 2007      | De Mono                       | 56:04   |
| 28  | 27 grudnia 2007      | TSA – vol. 2                  | 57:22   |
| 29  | 31 grudnia 2007      | Różni artyści                 | 58:56   |
| 30  | 8 stycznia 2008      | Różni artyści – vol. 2        | 55:50   |